# Barleria ventricosa
Barleria ventricosa är en akantusväxtart som beskrevs av Ferdinand von Hochstetter och Christian Gottfried Daniel Nees von Esenbeck. Barleria ventricosa ingår i släktet Barleria och familjen akantusväxter. Inga underarter finns listade i Catalogue of Life.